# Face to ace
face to ace（フェイス・トゥ・エース）は、日本の音楽ユニットである。2001年10月24日にシングル「MISSING WORD」で日本クラウンからメジャーデビュー。2004年にインディーズへ移行し、自主レーベルから作品を発表している。

## 概要
聖飢魔IIのギタリストであるエース清水長官（ACE）と、元グラスバレーのキーボディストであった本田恭之（本田海月）の男性2人によって構成される。ライブでの演奏にはサポートメンバーが参加することが多い。
なお本田は、1993年7月21日にACEが「エース清水」名義で発売したアルバム『TIME AXIS』にてサウンドプロデューサーを務めており、これがface to aceの結成につながる。

## メンバー
ACE（エース）
ボーカル、ギター担当。聖飢魔IIの構成員。
本田海月（ほんだ くらげ）
シンセサイザー、プログラミング担当。元グラスバレーのメンバー。

### サポートメンバー
Yanz（ヤンズ）
ベース担当。元DOVEのメンバー。
嶋田修（しまだ おさむ）
ギター担当。Swinging Popsicleのメンバー。
西川貴博（にしかわ たかひろ）
ドラムス担当。THE KIDSのメンバー。

## 作品

### シングル
1. MISSING WORD （2001年10月24日/日本クラウン）オリコン48位
  1. MISSING WORD[4:05]（作詞・作曲：ACE／編曲：face to ace）
    - 日本テレビ系バラエティ番組『フジリコ』エンディングテーマ

  2. BLIND FLIGHT -無視界飛行-[5:20]（作詞・作曲：ACE／編曲：face to ace）
  3. ANGEL SMILE -BONUS TRACK-[5:00]
2. ...I KNOW （2002年2月21日/日本クラウン）オリコン95位
  1. ...I KNOW[5:22]（作詞・作曲：ACE／編曲：face to ace）
  2. オルフェウスの朝[4:41]（作詞：ACE／作曲：HONDA KURAGE／編曲：face to ace）
  3. がらすのゆめ[4:57]（作詞・作曲：ACE／編曲：face to ace）
  4. オルフェウスの朝 -SweetTenderMix-[6:30]
  5. ...I KNOW -Inst-[5:22]
3. CLOUDY DAY （2002年7月24日/日本クラウン）オリコン74位
  1. CLOUDY DAY[4:39]（作詞・作曲：ACE／編曲：face to ace）
    - 日本テレビ系バラエティ番組『HAMASHO』エンディングテーマ

  2. 残像[4:33]（作詞：本田海月・ACE／作曲：本田海月／編曲：face to ace）
  3. Bring you back to me -live at SHIBUYA AX-[4:46]
  4. fLOW -Live-[5:00]
  5. CLOUDY DAY -Inst-[4:36]
4. RAIN （2002年11月21日/日本クラウン）オリコン86位
  1. RAIN[4:34]（作詞・作曲：ACE／編曲：face to ace）
    - 日本テレビ系バラエティ番組『ダウンタウンDX』エンディングテーマ

  2. パンドラの空[4:39]（作詞：ACE／作曲：HONDA KURAGE／編曲：face to ace）
  3. RAIN -Inst-[4:31]
5. ノンフィクション （2003年4月23日/日本クラウン）オリコン84位
  1. ノンフィクション[4:09]（作詞：ACE／作曲：HONDA KURAGE／編曲：face to ace）
  2. ノンフィクション -KURAGE mix-[6:38]
  3. 桜[4:30]（作詞・作曲：ACE／編曲：face to ace）
  4. ノンフィクション -Inst-[4:09]
6. KALEIDO-PARADE （2004年6月4日/Rhythm Site）
  1. KALEIDO-PARADE（作詞：ACE／作曲・編曲：本田海月）
  2. 流星雨
  3. INTO THE BLUE
7. TOUGH! （2005年7月8日/Rhythm Site）
  1. TOUGH!
  2. 風の向こうへ
8. ヒグラシ （2006年9月8日/Rhythm Site）オリコン187位
  1. ヒグラシ（作詞ACE・本田海月／作曲：本田海月）
  2. GET MY DAY（作詞・作曲：ACE）
9. 雪化粧 （2007年1月26日/Rhythm Site）
  1. 雪化粧（作詞・作曲：ACE）
  2. 街の灯（作詞・作曲：本田海月）

### アルバム
1. FACE TO FACE （2002年1月1日）
2. a new day （2003年1月22日）
3. FIESTA （2005年1月21日）
4. NOSTALGIA （2007年12月7日）
5. PEAKS （2009年11月6日）
6. PROMISED MELODIES （2011年12月9日）
7. NEXT PAGE （2016年4月23日）

#### その他のアルバム
1. SONGS MAKE MY DAY （2003年7月24日） - 1980年代の洋楽のカバー・アルバム
2. the best of face to ace （2005年10月21日） - ベスト・アルバム（DVD付属）
  1. MISSING WORD
  2. FLAMING DAYS
  3. IN THE MAZE
  4. SPIRAL STEPS
  5. がらすのゆめ
  6. オルフェウスの朝
  7. 早春
  8. 残像
  9. ノンフィクション
  10. HOW SILLY!
  11. 栞 (しおり)
  12. 桜
  13. RAIN
  14. a new day
3. fuse （2005年12月9日） - 過去の楽曲のセルフカバーを収録したミニ・アルバム
  1. QUIET SNOW
  2. THE RIDDLE
  3. MISSING WORD
  4. FLOW
  5. CLOUDY DAY
  6. オルフェウスの朝
4. 風と貝がら （2008年7月4日） - 新曲および過去の楽曲のセルフカバーを収録したミニアルバム
  1. 風と貝がら
  2. CARNAVAL
  3. 残像
  4. smile
  5. Him
  6. ヒグラシ
5. SALVAGE PHASE 1 （2019年3月9日） - 新曲および過去の楽曲のセルフカバーを収録したアルバム
  1. SPIRAL STEPS
  2. MISSING WORD
  3. オルフェウスの朝
  4. 早春
  5. 彷徨 SA・MA・YO・I
  6. a new day
  7. RAIN
  8. CLOUDY DAY
  9. ノンフィクション
  10. サルベージ
  11. SILLY LIFE

### VHS
1. As Cubic Eyes （2002年2月14日）
2. AFTER THE RAIN （2002年11月21日）

### DVD
1. notescape （2003年2月21日）
2. THE DOCUMENT （2004年12月27日）
3. MASTER PLAN "MAJESTY" （2007年2月9日）
4. X'mas Special Live （2014年1月5日）